# آگویانا
آگویانا (به اسپانیایی: Agullana) یک منطقهٔ مسکونی در اسپانیا است که در آلت امپوردا واقع شده‌است. آگویانا ۲۷٫۷ کیلومتر مربع مساحت و ۸۲۶ نفر جمعیت دارد.